# Hypena nilgirica
Hypena nilgirica là một loài bướm đêm trong họ Erebidae.